# 旖灰蝶
旖灰蝶（学名：[Hypolycaena erylus] 错误：{{Lang}}：文本有斜体标记（帮助）)
，为灰蝶科旖灰蝶属下的一个种。

## 分布
本种分布于东南亚, 包括云南南部, 孟加拉国, 缅甸, 泰国, 至越南, 菲律宾, 马来半岛 等地.